# السياحة في البيرو

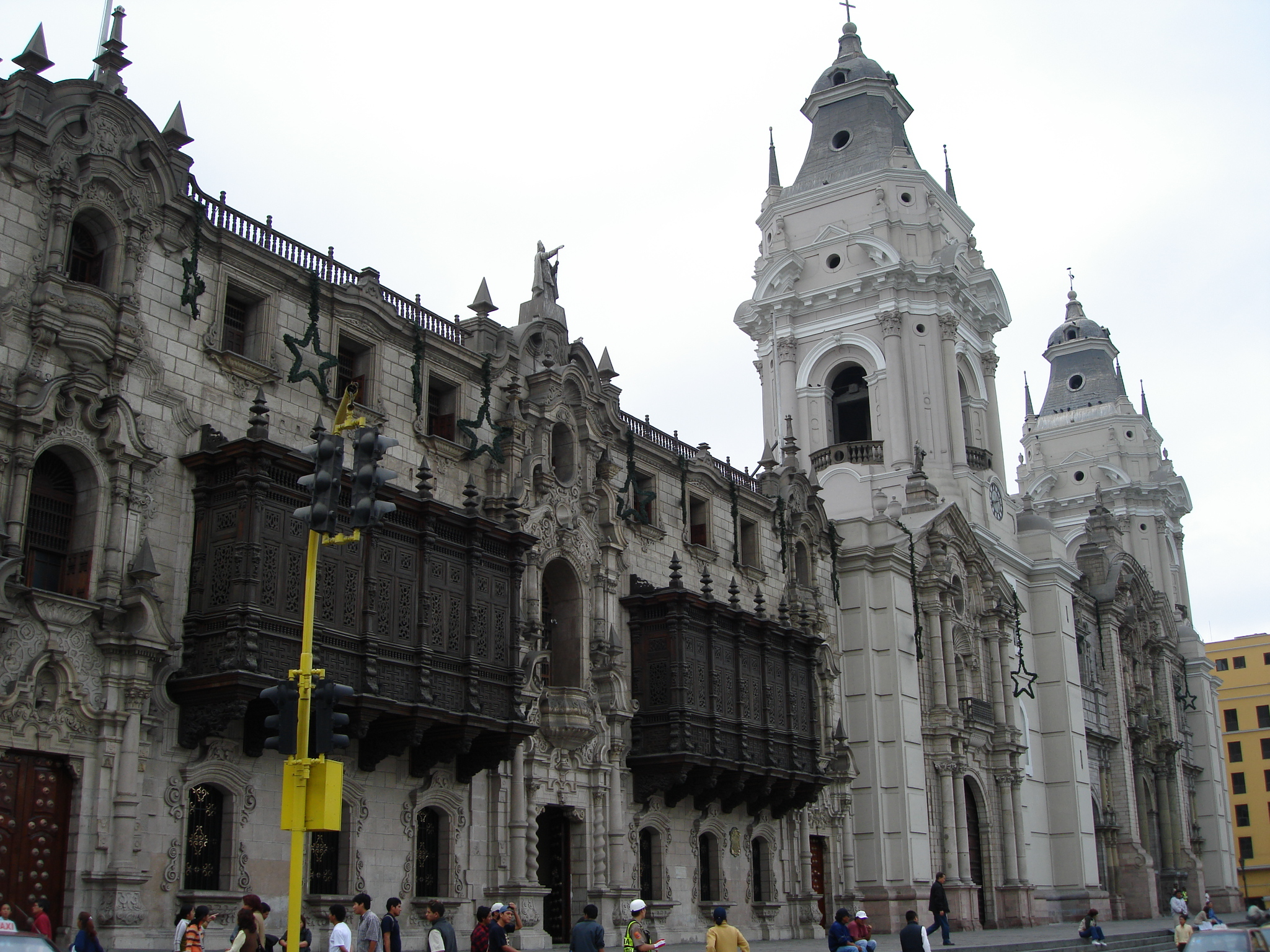
كاتدرائية ليما

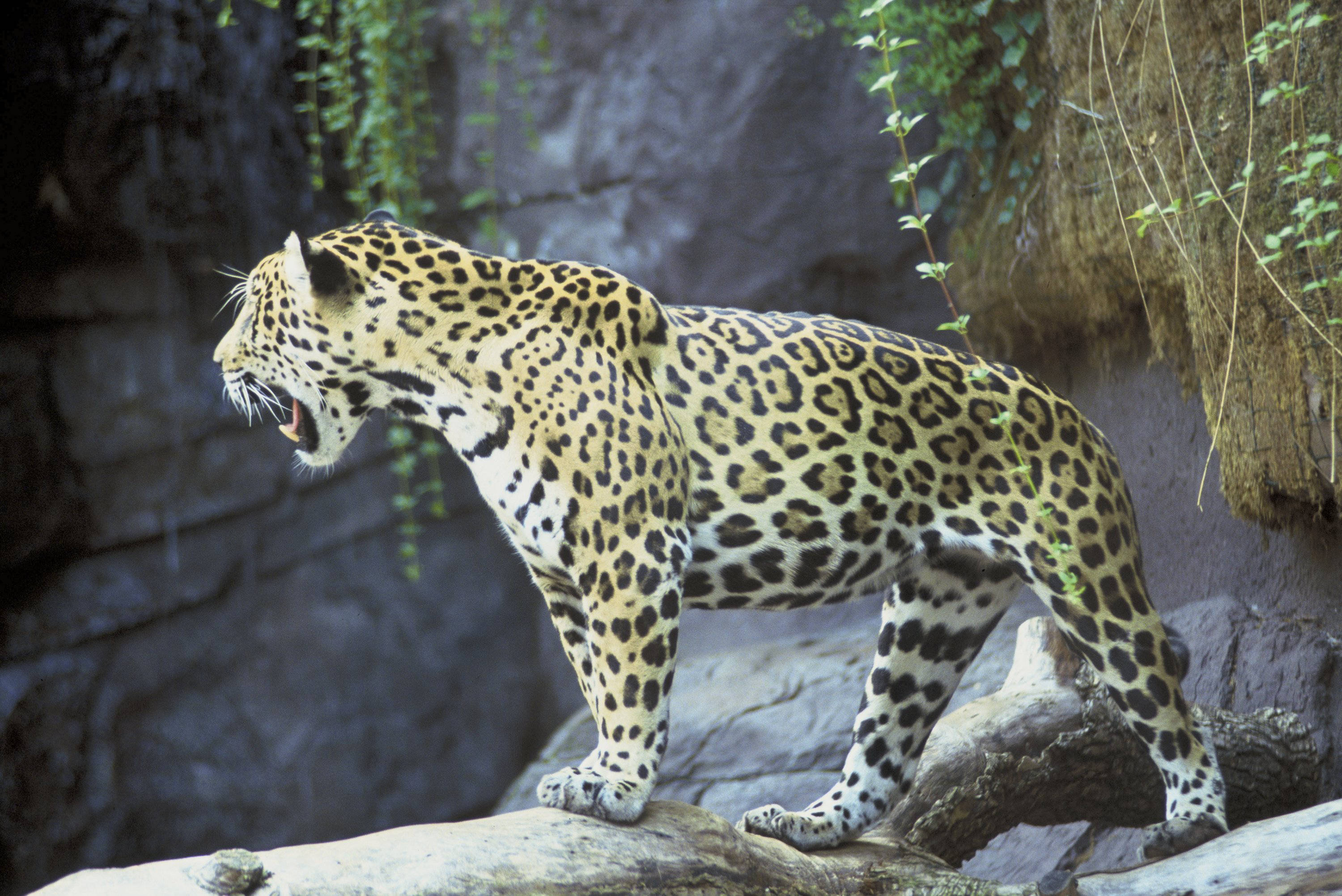
يغور في البيرو واحد من الحيوانات المحمية هُناك.

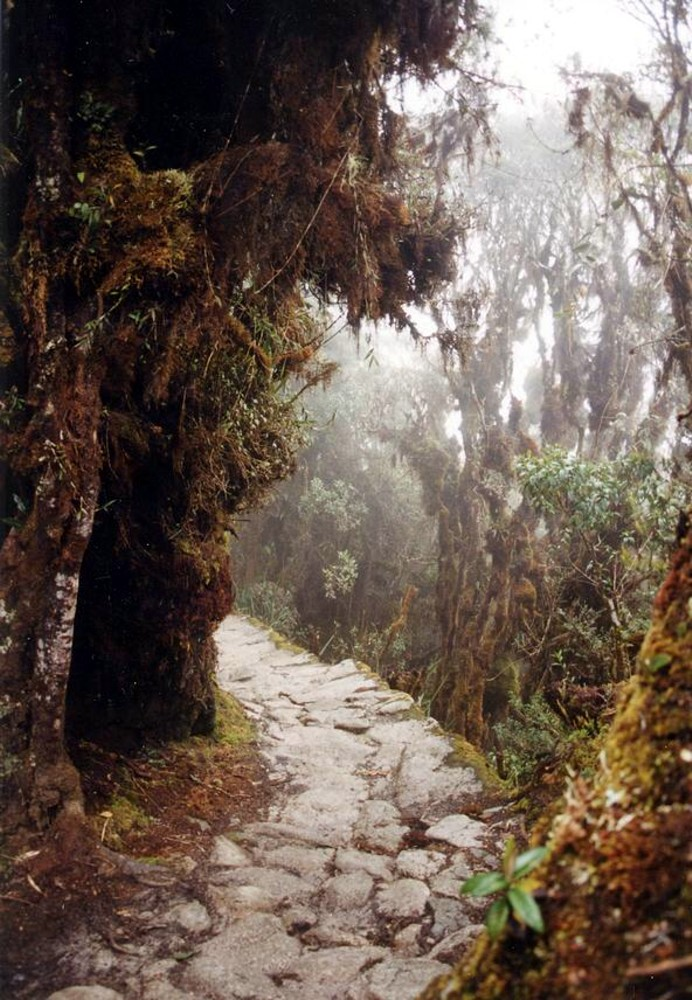
موقع من كوسكو في ماتشو بيتشو وألذي بناه الإنكا

قلعة ماتشو بيتشو واحد من عجائب الدُنيا السبع.

السياحة في البيرو وهي ثالث أكثر بلد تمارس بهِ مهنة صيد السمك و التعدين، يقصد السواح ألذين يزورون البيرو غابات الأمازون في شرق البلاد و المناظر الخلابة في جبال الأنديز والتزلج بالثلوج هناك وكذلك الشواطئ المدارية البيروفية ومن أبرز معالم البيرو هو ماتشو بيتشو وألذي أُختير كواحد من عجائب الدنيا السبع الجديدة، وبحسب بعض الإحصائات تقول بأن عدد السواح في البيرو يزداد بشكل كبير مقارنتاً بالأعوام الماضية والسياحة في البيرو هي الأكبر نمواً في أمريكا الجنوبية وقد زادت السياحة هناك بنسبة 94% والسواح ألذين يزورون هُم من الولايات المتحدة وتشيلي والأرجنتين والمملكة المتحدة وفرنسا وألمانيا والبرازيل وإسبانيا وكندا وإيطاليا.